# Cruisergewicht
Das Cruisergewicht ist beim Profiboxen die Gewichtsklasse unter dem Schwergewicht.
Das Limit sind heutzutage 90,72 Kilogramm (200 englische Pfund). Es waren früher, je nach Verband, 190 oder 195 englische Pfund.
Die Gewichtsklasse ist traditionell wenig angesehen, weil sie direkt unter dem sehr lukrativen Schwergewicht liegt. Außerdem gibt es keine große Tradition, da sie erst seit 1979 existiert. Der Grund für deren Einführung lag darin, kleiner gewachsenen und entsprechend leichteren Schwergewichtlern eine faire Plattform zu geben. Dominierte z. B. Rocky Marciano in früheren Zeiten die Schwergewichtsklasse mit einem Kampfgewicht von gerade mal 90 kg, so zeichnete sich im Laufe der 1970er Jahre ein Trend zu immer größeren und schwereren Boxern ab.
Jedoch überspringen die talentierteren Boxer meist das Cruisergewicht und wechseln wie Michael Moorer und Michael Spinks direkt vom Halbschwergewicht ins Schwergewicht. Auch Roy Jones Jr. hatte einen Kampf im Schwergewicht, aber boxte bis dahin nie im Cruisergewicht.
Evander Holyfield war der einzige namhafte Boxer, der im Cruisergewicht die drei Titel der WBC, WBA und IBF vereinigte; die WBO existierte zu diesem Zeitpunkt noch nicht.
Einer der bisher bizarrsten Kämpfe fand in dieser Klasse am 19. Oktober 1985 zwischen Lee Roy Murphy und Chisanda Mutti statt, als in der zwölften Runde beide Boxer gleichzeitig zu Boden gingen und nur Lee Roy Murphy schnell genug vor Ende der Zählung wieder aufstand.
Durch das Anheben des Limits und eine zweite Vereinigung der Titel unter O’Neil Bell hat die Klasse in letzter Zeit dennoch etwas an Ansehen gewonnen.
Das Entscheidende an dieser besagten Limitanhebung ist, dass das neue Limit in etwa mit dem der 91-Kilo-Klasse der Amateure (bei den Amateuren „Schwergewicht“ genannt) übereinstimmt, so dass neuerdings viele Amateurtalente in diese Klasse strömen (Amateurweltmeister Alexander Alexejew, BJ Flores, Matt Godfrey, David Haye, Ertugrul Ergezen, Giacobbe Fragomeni).